# I Melt
I Melt sono un gruppo punk italiano fondato nel 1992 a Vicenza.

## Storia del gruppo
Nascono nel 1992 da un'idea di Teo (basso e voce) e Vince (chitarra e voce), si uniscono al progetto il batterista Gian Gianluca Dal Bianco e alla seconda chitarra Teno, quest'ultimo esce nel 1994. Grazie alla "Derotten Records" incidono nel 1995 il demo omonimo. Due anni dopo con l'aggiunta di Giulio alla chitarra, incidono il primo disco autoprodotto intitolato Bravi ragazzi.
L'attività continua con la formazione che ritorna al power trio grazie all'uscita del chitarrista Giulio.
Nel Gennaio 1999 esce il secondo disco, Sempre più distanti, uscito sotto la "Kob Records". Nel 2000 subiscono un altro cambio di formazione, esce il fondatore del gruppo Vince e, dopo sei anni, rientra alla chitarra Teno. Nel 2001 affiancano i Derozer nel "Mondo perfetto tour", facendo date in tutta Italia. Nel 2003 il batterista Gian si trasferisce a Los Angeles e lascia il gruppo dopo aver registrato l'album "Specchio". Dopo 11 anni di militanza il suo posto è preso da Diego. Nello stesso anno esce il terzo disco Specchio, uscito sotto la "Derotten Records" e prodotto da Giorgio Canali. Questo disco, nonostante mostra ancora suoni grezzi, porta il gruppo a una grande maturazione artistica/strumentale.
Nel 2005 c'è una svolta stilistica definitiva: dalla Derotten Records passano al La Tempesta Dischi dei Tre Allegri Ragazzi Morti. Nel 2006 pubblicano il disco L'intonarumori, che vede l'allontanamento definitivo dal punk rock dei primi tempi e si avvicina a un rock alternativo.
Nel 2009 esce l'ultimo lavoro intitolato Il nostro cuore a pezzi.
Il 20 aprile 2014 suonano per l'ultima volta prima di sciogliersi.
Nel 2019 la band torna con due nuove canzoni pubblicate solo in digitale "Cemento e dinamite" e "Ho aperto la finestra".
In seguito a questa pubblicazione il trio torna per una reunion live nel maggio dello stesso anno.
Il 7 dicembre 2019 il gruppo torna ad esibirsi nella formazione originale (Vince, Gian, Teo) mettendo in scena brani dai primi due dischi "Bravi Ragazzi" e "Sempre più distanti". La band riparte per una nuova serie di concerti; tra questi, si segnala la partecipazione all’edizione 2022 del Venezia Hardcore Fest, nella quale i Melt hanno suonato come co-headliner.

### Pyjamarama
Teo e Diego, dopo lo scioglimento dei Melt, decidono di dare vita ad una nuova band, i Pyjamarama, reclutando Pol (ex-Terminals, ex-Borhead) come chitarrista. Alla fine di agosto dello stesso anno Pol lascia il gruppo. In dicembre Andrea (ex-Justine and the Eggs, ex-Speedjackers) fa il suo ingresso nei Pyjamarama ed il gruppo riparte per una nuova serie di concerti.
In dicembre esce il primo ep del gruppo, Fuoco di sbarramento, composto da cinque brani inediti e registrato all'Artmusic studio di Bassano del Grappa. Pochi mesi dopo, Andrea lascia il gruppo e Pol ritorna come chitarrista.
Nel 2019 esce il secondo EP della band, Grand Hotel Abisso, con sei nuove canzoni registrate sempre all'Artmusic studio di Bassano del Grappa.

## Formazione attuale
- Vince: chitarra, voce (1992-2000, 2019-oggi)
- Teo: basso, voce (1992 -2014, 2019-oggi)
- Gian: batteria, voce (1992-2003, 2019-oggi)

### Componenti precedenti
- Teno: chitarra, voce (1992-1994) (2000-2014) (2019)
- Diego: batteria (2003-2014) (2019)
- Giulio: chitarra (1997)
- Martino: chitarra, cori (1998)

## Discografia
- Melt (Derotten Records 1995, MC)
- Bravi ragazzi (Autoprodotto 1997, CD)
- Sempre più distanti (K.O.B. Records 1999, CD)
- Specchio (Derotten Records 2002, CD)
- L'Intensità Standard Del Vuoto (autoprodotto 2005, CD)
- L'Intonarumori (La Tempesta, 2005, CD)
- Il nostro cuore a pezzi (La Tempesta, 2009, CD)
- Cemento e dinamite / Ho aperto la finestra (autoprodotto, 2019, digitale)